# 5278 Polly
Az 5278 Polly (ideiglenes jelöléssel 1988 EJ1) a Naprendszer kisbolygóövében található aszteroida. Eleanor F. Helin fedezte fel 1988. március 12-én.